# Boe-CFT

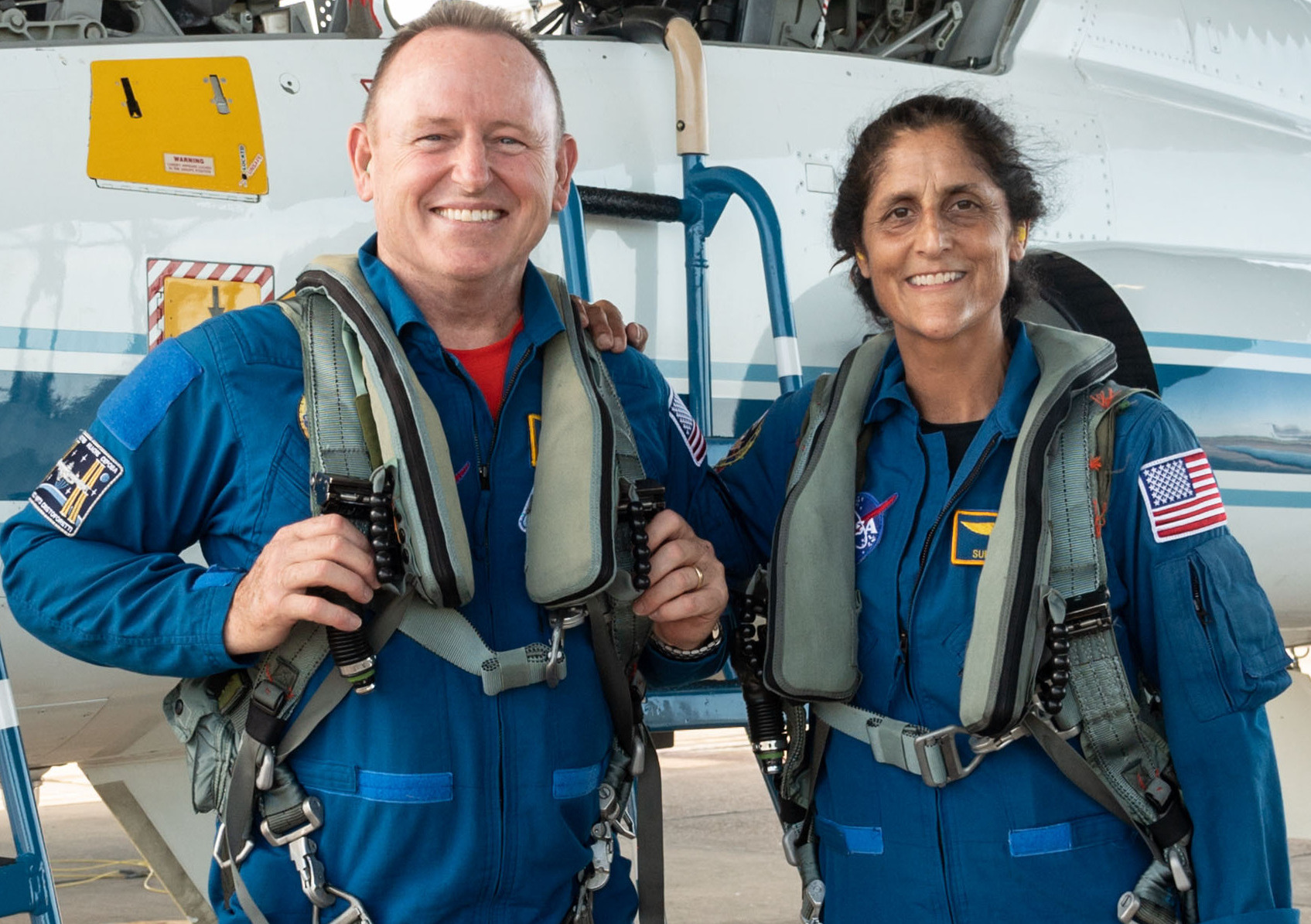

Boe-CFT oftewel Boeing Crew Flight Test (ook wel Starliner CFT) is Boeings derde testvlucht en eerste bemande vlucht met een ruimtevaartuig van het type CST-100 Starliner. De vlucht is onderdeel van NASA’s Commercial Crew Development-programma en is de tweede van de twee testvluchten die Boeing succesvol moet uitvoeren voordat het missionaire Commercial Crew-vluchten mag uitvoeren. 
De testmissie stond gepland om in de loop van 2020 te worden gelanceerd. Die planning ging niet door vanwege de grotendeels mislukte onbemande testvlucht Boe-OFT, waardoor Boeing een extra onbemande testvlucht (Boe-OFT 2) inplande, die door nog meer tegenslag pas in mei 2022 zou plaatsvinden. 
Boe-CFT stond per 3 februari 2021 gepland voor op zijn vroegst september 2021 maar werd door de tegenslag rond OFT-2 en de inpassing in de planning van het ISS uitgesteld tot op zijn vroegst 21 juli 2023. Na het ontdekken van problemen met de parachutes werd de vlucht nog verder uitgesteld naar halverwege april 2024. In maart 2024 werd de vlucht waarvoor de voorbereidingen inmiddels volop bezig waren met nog eens een maand uitgesteld, wederom wegens de planning van het ISS. Na het ontdekken van een defect tijdens de eerste en tweede lanceerpoging liep de lancering nog enkele weken vertraging op. 
De lancering was op 5 juni 2024 en bracht twee astronauten naar het ISS. Nadat er zich onderweg technische problemen hadden voorgedaan werd de achtdaagse missie met bijna drie maanden verlengd om de problemen volledig te doorgronden en eventueel op te lossen en tot een terugkeerplan te komen.

## Voorbereiding
Op 23 mei 2019 werden de eerste en tweede rakettrap van de oorspronkelijk voor deze lancering te gebruiken Atlas V aan boord van de Delta Mariner gebracht om van ULA’s rakettenfabriek in Huntsville Alabama naar Cape Canaveral te worden verscheept. Door de veranderde planning zouden deze in een latere planning worden ingezet voor de extra testvlucht Boe-OFT 2. Die eerste trap werd door de vertraging van OFT 2 uiteindelijk gebruikt voor het lanceren van NASA’s ruimtesonde Lucy.

### Vertraging
Doordat na de onbemande, niet geheel geslaagde testvlucht Boe-OFT een aantal softwareproblemen in de Starliner naar voren kwam, is de bemande testvlucht voorlopig uitgesteld. NASA doet onderzoek naar de werkcultuur bij Boeing, en met name naar hoe de software daar tot stand komt. Boeing besloot de onbemande testvlucht eerst over te doen voordat Boe-CFT mag worden gelanceerd. Deze extra onbemande testvlucht liep ook nog een jaar vertraging op die dus nog eens een jaar vertraging voor Boe-CFT betekende. 
In 2023 leek alles op koers voor een lancering op 21 juli te liggen toen er twee nieuwe problemen werden ontdekt. De parachutes bleken niet zo sterk als eerder berekend. En het materiaal van de band waarmee de bedrading is samengebonden bleek brandbaar te zijn. Daarom werd op 1 juni 2023 de lancering verder uitgesteld. Op 23 oktober 2023 werd de vlucht doorgeschoven naar april 2024. Men lag op koers voor een lancering een maand eerder, maar april past beter in de planning van het ISS. Of die datum haalbaar is hing af van een droptest met verbeterde parachutes van grote hoogte die in november 2023 zou moeten plaatsvinden. Uiteindelijk zou de lancering naar mei 2024 worden doorgeschoven omdat er dan een koppelpoort van het ISS beschikbaar is.

### Integratie

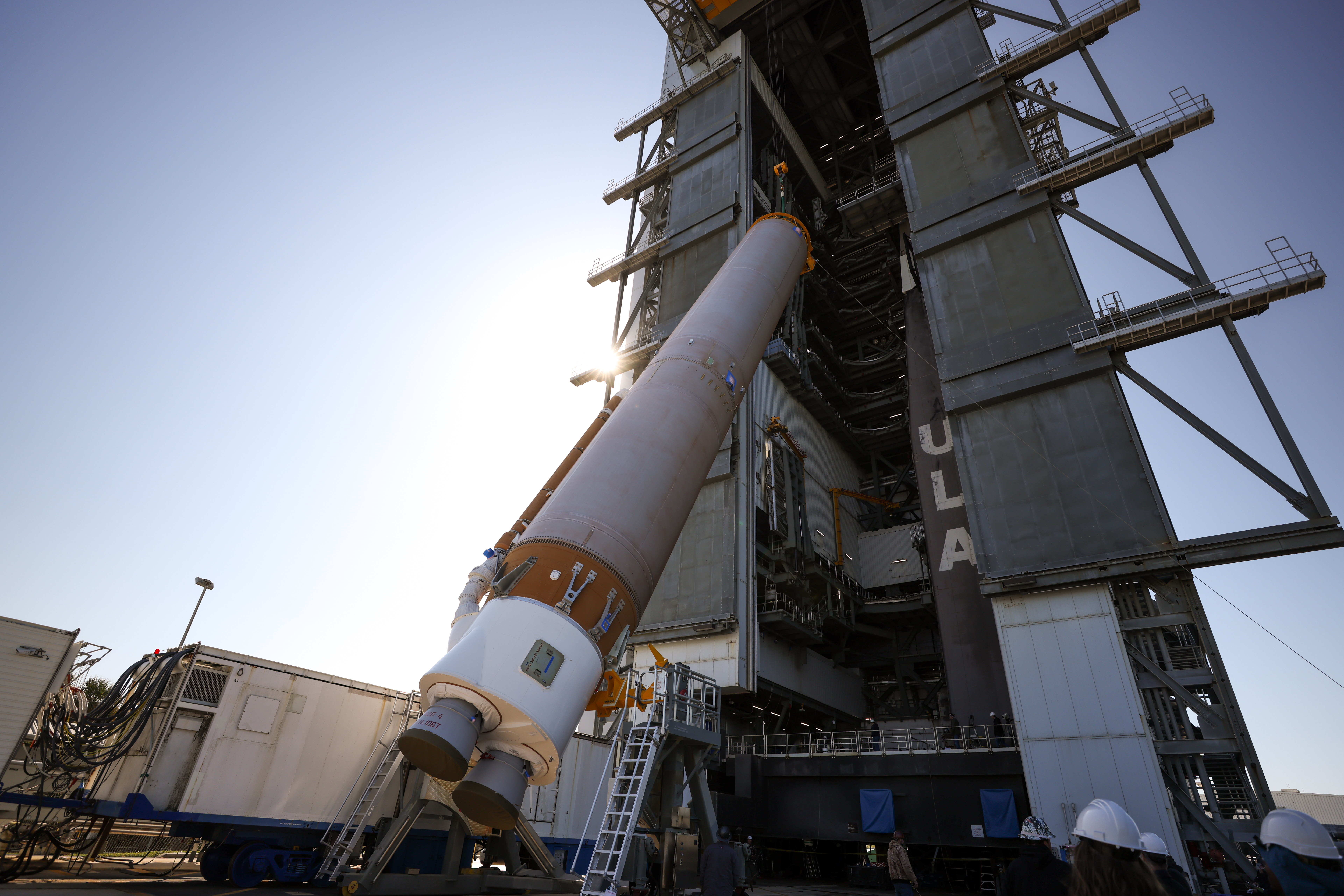
De eerste trap wordt overeind gehesen en in de Vertical Integration Facility geplaatst

Op 21 februari 2024 kwam de eerste trap van de Atlas V aan bij de integratiehangar van lanceercomplex 41 waarmee het assemblageproces van de raket was begonnen. Dit is de honderdste Atlas V-raket en wordt de 161e lancering door United Launch Alliance.
Op 15 april verliet de Starliner de C3PF en werd deze naar de integratiehangar van SLC-41 overgebracht. Op 16 april was deze op de raket gemonteerd.

### Lanceercampagne
Op 25 april arriveerde de bemanning en reserve-astronaut Michael Fincke op het Kennedy Space Center om tijdens hun verblijf in het astronauten-strandhuis aan de laatste voorbereidingen deel te nemen. Later die dag werd een Flight test readiness review gehouden waarbij alle go was om volgens plan door te gaan met de voorbereiding van de lancering. Ook tijdens de Flight test readiness review van 3 mei kwamen geen problemen tevoorschijn. Op 4 mei werd de raket met de Starliner naar de lanceerplaats gereden.

## Bemanning
Op 3 augustus 2018 werden de NASA-astronauten voor testvluchten en de eerste missionaire vluchten van het Commercial Crew-programma bekendgemaakt. De aanvankelijke bemanning van Boe-CFT zou bestaan uit: NASA-astronauten Eric Boe, Nicole Aunapu Mann en Boeing-test-astronaut Christopher Ferguson.
In januari 2019 werd Eric Boe om medische redenen vervangen door Michael Fincke.
Op 7 oktober 2020 meldde Ferguson niet langer mee te gaan op de vlucht omdat hij zijn familie in 2021 de hoogste prioriteit wou geven en de vlucht op dat moment in de loop van 2021 stond gepland. In oktober 2021 werd Nicole Mann naar SpaceX Crew-5 omgeboekt nadat de testvluchten van de Starliner nogmaals flink vertraagd raakten als gevolg van de problemen met Boe-OFT2. Barry Wilmore werd aan de Crew toegevoegd.
In het voorjaar van 2022 gaf NASA aan dat het op dat moment niet duidelijk was wie van de drie reeds geselecteerde Starliner-astronauten (Sunita Williams, Barry Wilmore en Michael Fincke) op de vluchten CFT of Starliner-1 zal vliegen. Na afloop van OFT 2 gaf men aan te verwachten in de zomer van 2022 tot een definitieve planning te komen. Op 16 juni 2022 werden de namen van Sunita Williams en Barry Wilmore bekendgemaakt. Michael Fincke traint om reserve te staan en is eventueel beschikbaar voor de volgende starlinervlucht.
| Positie                             | Ruimtevaarder                         |
| ----------------------------------- | ------------------------------------- |
| Gezagvoerder                        | Barry Wilmore, NASA 3e ruimtevlucht   |
| Piloot (joint operations commander) | Sunita Williams, NASA 3e ruimtevlucht |

## Lancering
De Starliner wordt met een United Launch Alliance Atlas V in de N22-configuratie gelanceerd vanaf Lanceercomplex 41 van het Cape Canaveral Air Force Station.

### Eerste lanceerpoging
De eerste lanceerpoging die op 7 mei om 02:34 UTC had moeten plaatsvinden werd met nog 1:59 uur op de teller afgeblazen. Een zuurstofklep in de Centaur-trap van de draagraket zou niet correct hebben gewerkt. Terwijl de bemanning onderweg was naar de raket werd een ongebruikelijke resonantie in de Centaur waargenomen. Die bleek afkomstig van de bewuste klep. De bemanning zat op dat moment al in de Starliner maar het luik was nog niet gesloten.

### Reparaties en verder uitstel
De lancering werd daarop uitgesteld naar op zijn vroegst 11 mei om 00:55 UTC. In de loop van 7 mei werd de raket terug naar de integratiehangar gerold zodat United Launch Alliance de raket kon onderzoeken en repareren. Die avond werd besloten de lancering verder uit te stellen naar 17 mei, 22:16 UTC omdat ULA een grondiger reparatie nodig achtte. Tijdens de reparaties werd ook de Starliner nog verder onderzocht. Er werd een klein heliumlek in de servicemodule ontdekt en eveneens gerepareerd. Boeing wilde daarop voor alle zekerheid nog druktests kunnen uitvoeren. Daarom werd op 14 mei besloten de lancering naar 21 mei en later naar 25 mei door te schuiven. De bemanning was ondertussen terug naar Houston gevlogen. Op 21 mei werd de lancering uitgesteld tot nader order omdat er meer werk dan eerder verwacht moest worden uitgevoerd om het heliumlek te verhelpen. Op 24 mei werd 1 juni als lanceerdatum geprikt. 
Overigens was niet alleen het vervangen van de bewuste klep terwijl de Starliner op de raket stond een ingewikkeld proces. Het probleem had ook de vraag opgeworpen hoe een Starliner zou moeten terugkeren uit de ruimte als dit probleem met de voortstuwing zich tijdens een vlucht zou voordoen. Er werd daarop een protocol voor een alternatieve terugkeerstoot bedacht en bijbehorende subroutines geschreven en in de software aangebracht waarna er simulaties moesten plaatsvinden om deze te testen.
De vertraging levert vooralsnog geen grote problemen op. NASA had de koppelpoort van het ISS bewust tot het einde van de zomer vrijgehouden voor deze testvlucht.

### Tweede lanceerpoging
Op 30 mei 2024 werd de raket terug naar de lanceerplaats gereden voor de nieuwe poging tot lancering die op 1 juni moet plaatshebben.
Op 1 juni verliep de voorbereiding niet zonder problemen. Een afblaasventiel van de Centaur-trap werkte met nog 2:20 uur op de klok niet naar behoren. De bemanning zat op dat moment al in de capsule maar het luik was nog niet gesloten. Wegens dit probleem werd het sluiten van het luik uitgesteld tot er meer duidelijkheid was of dit probleem op te lossen was. Er werd een oplossing bedacht en geanalyseerd en geïmplementeerd. Met 1 uur en 25 minuten op de klok kon het afblazen van afgekookte zuurstof worden hervat. Er was tijdens de implementatie wel per ongeluk een hoeveelheid helium ontsnapt maar dit leverde geen probleem op.
Met nog 53 minuten op de klok was het luik gesloten. Bij -13 minuten deed zich nog even een probleem voor met de ventilatie van de ruimtepakken. De vizieren moesten even worden geopend. Dit was binnen enkele minuten verholpen. De toegangsarm werd bij -10 minuten weggedraaid. En bij de go/no-go poll was alles gereed voor lancering.
Bij -3:50 minuten werd de klok door een monitoringscomputer van de grondsystemen gestopt omdat deze Ground system Launch Sequencer trager dan gebruikelijk reageerde. Met het pauzeren van de aftelsequentie was een lancering om 16:25 UTC niet meer mogelijk en moest de vlucht voor die dag worden geannuleerd. De reparatie werd de volgende dag voltooid. Een nieuwe lanceerpoging werd voor 5 juni ingepland.

### Derde definitieve lanceerpoging
Op 5 juni werd een nieuwe lanceerpoging ondernomen. De bemanning nam zonder problemen plaats in de capsule. Met nog 01:45 op de klok werd toestemming gegeven voor het sluiten van het luik. Dat was ongeveer 20 minuten eerder dan in het draaiboek staat.
Om 14:52 UTC steeg de raket op. De zij-boosters deden hun werk en werden volgens plan na iets meer dan twee minuten afgeworpen. De eerste trap werd na 4:28 afgeworpen. De Centaur startte zonder problemen zijn motoren. De eerste trap had iets meer versnelling geleverd dan verwacht. De Centaur-trap moest daardoor het traject herberekenen. 11:55 minuten na de lancering was het gewenste suborbitale traject bereikt. Drie minuten later werd de Centaur afgeworpen en was de lanceerfase voltooid.

## Vlucht
De bemande ruimtevlucht zou naar het ISS gaan, zelfstandig aankoppelen en daar ongeveer 14 dagen blijven. Alle systemen werden daarbij getest. Na afkoppeling zou de Starliner aan parachutes op een van de mogelijke landingsplaatsen op zijn landingskussens landen.

### Verloop
31 minuten na de lancering startte de Starliner zijn motoren voor de orbitale insertiestoot. Een minuut later had deze een stabiele baan om de aarde (orbit) bereikt. Een dik half uur later volgende de NC-stoot die de Starliner op koers voor het ISS bracht. 
In de uren daarop werden de free flight tests uitgevoerd wat inhield dat er verschillende test-manoeuvres werden gedaan om aan te tonen dat de communicatie-, navigatie, en de besturingssystemen goed werken onder verschillende omstandigheden. Sommige van deze manoeuvres werden handmatig door de bemanning uitgevoerd.
Tijdens de vlucht bleken er naast het bekende minimale heliumlek nog twee nieuwe heliumlekkages in de servicemodule te zijn ontstaan. Alle heliumkleppen werden daarop gesloten om de precieze plaats van de lekkages te achterhalen. Met alle heliumkleppen dicht was het lekken voorlopig gestopt. De bemanning ging daarop slapen terwijl grondpersoneel de lekkages en eventuele correctionele acties verder onderzocht.
Op 6 juni om 17:36 UTC koppelde Starliner Calypso, meer dan een uur later dan gepland, aan bij het ISS. Vijf stuwraketten waren tijdens aan de aanvliegmanoeuvre uitgevallen en de Starliner moest daarop een afstand van 200 meter aanhouden tot men de stuwraketten weer werkzaam kreeg. De oorzaak lijkt te liggen in de software die stuwraketten uitschakelt wanneer er anominale waarden worden gemeten.
Tijdens de daaropvolgende persconferentie werd nog een vierde heliumlek gemeld. Boeing zei zich daarover geen zorgen te maken. De lekkages waren zo klein dat ze geen probleem opleverden. Voor de volgende vlucht zegt Boeing zowel de lekkage als het probleem met de stuwers te zullen verhelpen.
Vooraf was gezegd dat de missie minstens acht dagen zou duren, en waarschijnlijk 13 dagen. Door de ontdekte problemen met heliumlekkages en stuurraketten wilde men meer testen en meer tijd om de data volledig te analyseren terwijl de capsule nog in de ruimte was, om zo meer te kennis te vergaren over de problemen. De bemanning zou in die extra tijd enkele keren oefenen met het openen en sluiten van het luik en het protocol verfijnen. 
Een terugkeerdatum werd op 26 juni vastgesteld, maar op 21 juni werd deze datum losgelaten. Een afkoppeling op 26 juni zou problemen opleveren met de voorbereiding en uitvoering van twee geplande ruimtewandelingen op 24 juni en 2 juli. Daarom zou de Starliner pas na die ruimtewandelingen vertrekken. Een nieuwe vertrekdatum moest nog worden vastgesteld. Dit liet echter op zich wachten omdat de data-analyse langer in beslag nam. 
Click-bait-websites begonnen ondertussen te beweren dat de bemanning in het ISS was gestrand omdat de Starliner te onveilig zou zijn. Dit was niet het geval. De lekkages waren zo klein dat ze geen enkel gevaar opleveren en tijdens het verblijf bij het ISS waren er andere kleppen gesloten waardoor er gedurende die periode geen helium kon ontsnappen. De reden om de analyse af te wachten was dat de systemen in de ruimte nog verder konden worden getest terwijl de bewuste servicemodule bij terugkeer in de atmosfeer verloren gaat en achteraf testen dus niet mogelijk is. 
Op 10 juli werd gemeld dat het Boeing en NASA nog niet was gelukt om de omstandigheden die het probleem met de stuwers veroorzaakten voor een test te repliceren. De Starliner bleef daarom langer aangekoppeld om deze test wel uit te voeren.

### Terugkeer
In de tussentijd werd SpaceX door NASA betaald om een noodplan te ontwikkelen waarmee indien nodig de CFT-bemanning met een Crew Dragon kan terugkeren. Zo’n plan werd in december 2022 ook ontwikkeld voor de gestrande bemanning van de defecte capsule Sojoez MS-22, maar uiteindelijk niet gebruikt.
Op 6 augustus werd bekendgemaakt dat de lancering van SpaceX Crew-9 die voor 18 augustus was gepland wordt uitgesteld naar op zijn vroegst 24 september om meer tijd aan Starliner CFT-team te bieden. Het ISS heeft maar twee IDA-poorten die door de capsules van SpaceX Crew-8 en Starliner CFT bezet waren. De extra tijd kon ook worden gebruikt om de Starliner-software te updaten zodat deze indien nodig zonder bemanning, autonoom kon afkoppelen. 
Het noodplan voor Crew Dragon behelst het lanceren van Crew-9 met slechts twee astronauten zodat de CFT-bemanning in februari 2025 in de twee resterende stoelen kan terugkeren. Een voorlopige datum voor de afkoppeling werd op 15 augustus op 6 september gepland. Dit kon dan zowel met als zonder de bemanning aan boord gebeuren. Op 24 augustus werd bekendgemaakt dat de Starliner zonder bemanning zou terugkeren en dat Williams en Wilmore met Crew-9 terugkeren. De Crew-8-capsule zal tussen het vertrek van de Starliner en het arriveren van Crew-9 tijdelijk voor zes personen worden gereconfigureerd zodat de bemanning in geval van nood het ISS kan verlaten.
Na de afkoppeling werd een aangepast traject gebruikt om bij het ISS vandaan te vliegen en de veiligheidszone te verlaten. Dit was gedaan om de stuwers minder langdurig te laten vuren zodat deze tussentijds steeds kunnen afkoelen en niet door de boordcomputer wegens oververhitting worden uitgeschakeld. De afkoppeling, terugkeer en landing verliepen zonder noemenswaardige problemen.

### Landing
De onbemande Boeing Starliner-ruimtecapsule landde op 7 september 2024, 04:01 GMT, in het gebied van de White Sands Space Harbor, een deel van White Sands Missile Range in de staat New Mexico.

### Verlengde missie
Omdat de gereedkoming van de nieuwe Crew Dragon C213 die voor missie Crew-10 was gereserveerd vertraging opliep duurde het langer voor Crew-9 met "Butch en Suni" kon terugkeren. NASA en SpaceX vatten daarom in februari 2025 het plan op om de Crew Dragon die voor de private missie Axiom-4 was gereserveerd te gebruiken in de hoop Crew-9 voor 19 maart te kunnen laten terugkeren. Dit lukte. Crew-10 werd op 14 maart gelanceerd en Crew-9 kon op 18 maart de reis terug naar de aarde maken en landde veilig in de Golf van Mexico.

## Gevolgen
Boeing ontsloeg op 20 september 2024, twee weken na de landing, de directeur van de afdeling Boeing Defence & Space. Een maand later moest Boeing een extra verlies van 250 miljoen dollar afschrijven voor het Starliner-project. Op 25 oktober meldde de Wallstreet Journal dat Boeing onderzocht of het bedrijf een aantal afdelingen die NASA-contracten uitvoeren, inclusief de Starliner, kunnen verkopen. Het Space Launch System zou daar niet toe behoren.
Op 18 maart 2025, na de landing van SpaceX Crew-9 met aan boord "Suny en Butch", gaf NASA’s hoofd bemande ruimtevaart Steve Stich aan dat NASA een derde onbemande Starliner-testvlucht overweegt. De problemen met heliumlekkage en stuurraketten moeten volgens hem worden verholpen en NASA heeft een werkende tweede bemanningscapsule nodig.

## Trivia
- Boe-CFT was de eerste bemande, orbitale, Amerikaanse ruimtevlucht sinds Apollo 7 in 1968 die niet vanaf het Kennedy Space Center vertrok. Het was de eerste bemande lancering met een Atlas-raket sinds het Mercuryprogramma.
- Als zowel deze vlucht als SpX-DM2 nog veel vertraging zouden oplopen dan zou een van deze testvluchten mogelijk missionair worden gemaakt en verlengd tot maximaal zes maanden. Dat gebeurde uiteindelijk met DM2 die twee maanden in plaats van twee weken duurde. NASA hoefde daardoor minder stoelen aan boord van een Sojoez te kopen. Doordat SpaceX sinds eind 2020 in staat bleek twee reguliere Commercial Crew-vluchten per jaar te kunnen lanceren was een verlenging van Starliner CFT om die reden niet meer noodzakelijk.
- Opvallend was het ontbreken van livebeelden vanuit de capsule tijdens de vlucht naar het ISS. Zodra de raket het platform verliet was er geen beeldverbinding meer met de capsule. Na de lancering gaf Boeing aan dat livebeelden pas na aankoppeling bij het ISS weer mogelijk waren. Boeing verwacht dat pas na een paar vluchten livebeelden van de lancering en de vlucht vanuit de capsule mogelijk worden.